# Borm radiat
El borm radiat (Chrysaora hysoscella) és una espècie de medusa de la classe dels escifozous, família Pelagiidae. Presenta un disseny radial característic sobre la ombrel·la que recorda al dibuix de 16 compassos oberts cap a l'exterior. La seva perillositat és elevada.

## Descripció
La ombrel·la (diàmetre: fins a 30 cm) és ampla i vorejada per 32 lòbuls i 24 tentacles llargs i fins que poden arribar als 5 metres de longitud. Té 4 tentacles orals fusionats a la base, amb abundants plecs i, normalment, més llargs que els tentacles de la ombrel·la. Aquesta espècie canvia de mascle a femella al llarg de la seva vida, la qual cosa significa que l'etapa femenina és més gran que l'etapa masculina, de mitjana.
Les seves picades causen picor i coïssor al principi, i immediatament després, apareixen lesions eritematoses i edemes, produint butllofes que poden durar.

## Distribució
És pròpia del Mar Mediterrània i de l'oceà Atlàntic principalment al nord-est.
És una de les meduses poc freqüents al litoral català.